# Brasseries et glacières internationales
Pour les articles homonymes, voir BGI.
La société des Brasseries et glacières internationales (BGI), anciennement Brasseries et glacières d'Indochine, est une société financière française contrôlant plusieurs firmes présentes dans le secteur des boissons.

## Histoire
Les Brasseries et glacières d'Indochine (BGI) sont fondées en septembre 1927 par la Maison Denis frères de Bordeaux et Saïgon, pour prendre la suite des Établissements Victor Larue. Elle crée en 1919 les Brasseries du Maroc, les Brasseries et glacières d'Algérie, en 1948 les Brasseries du Cameroun et en 1986 la Société des Brasseries du Mali (BRAMALI). 

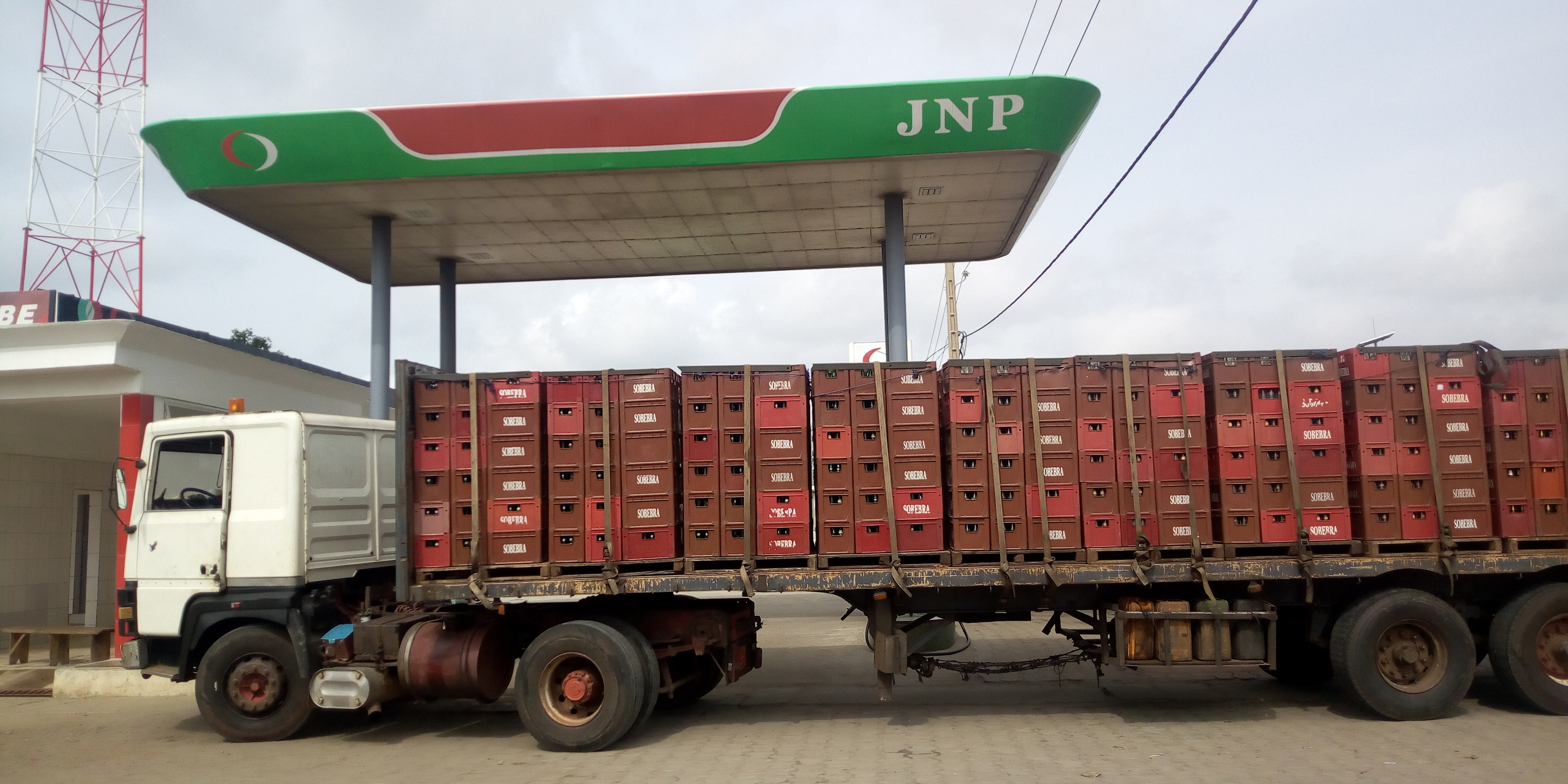
Camion de la Société béninoise de brasseries (SOBEBRA).

Elle rachète en 1954 la Compagnie fermière de l'établissement thermal de Vichy.
Puis, elle crée les Brasseries du Niger en 1967, ainsi que les Brasseries et Glacières du Laos en 1973 (nationalisées en 1975).
La BGI prend le nom de Brasseries et Glacières Internationales en 1975. Par l'intermédiaire de sa filiale l'Union de brasseries, elle prend le contrôle des brasseries Pelforth en 1980. En 1986, l'Union des brasseries est fusionnée avec la filiale française d'Heineken pour former la Française de brasserie (FRABRA). La FRABRA est ensuite englobée dans Heineken en 1990. Cette même année, le groupe BGI est racheté par le Groupe Castel, qui prend le contrôle de la Société de limonaderies et brasseries d'Afrique en 1994.
Le groupe sud africain SABMiller a établi en 2001 un accord de partenariat avec le groupe Castel, à l'issue duquel SABMiller détient 20 % des parts de BGI, tandis qu'en retour Castel détient 38 % de la division africaine de SABMiller.

## Chiffres clés
En Angola, BGI détient 80 % du marché national, et sept usines brassent entre autres la Cuca, première marque de bière sur le marché.
En Éthiopie, BGI est le numéro un de la bière devant Heineken, avec des marques comme St George et Castel Beer.
En Algérie, le groupe est leader du marché des bières avec sa marque Beaufort.
BGI est présent dans 27 pays en Afrique avec plus de 120 usines.

## Sources
- Paul Zoa, L'Expansion de la brasserie française : le cas des "Brasseries et glacières internationales" (B.G.I.), 1979
- Jean Suret-Canale, Afrique et capitaux : Géographie des capitaux et des investissements en Afrique tropicale d'expression française
- Alain Huetz de Lemps, Boissons et civilisations en Afrique, 2001